# Gábor Egressy
Gábor Egressy (ur. 11 lutego 1974 w Budapeszcie) – węgierski piłkarz grający na pozycji lewego pomocnika.

## Kariera klubowa
Swoją karierę piłkarską Egressy rozpoczął w klubie Újpest FC z Budapesztu. W 1993 roku awansował do kadry pierwszej drużyny i w sezonie 1993/1994 zadebiutował w nim w pierwszej lidze węgierskiej. W Újpeście występował do końca sezonu 1995/1996. Latem 1996 przeszedł do BVSC, a na początku 1997 roku został piłkarzem MTK Budapest. W sezonie 1997/1998 zdobył z nim Puchar Węgier. W sezonie 1998/1999 grał w Diósgyőri VTK, a w sezonie 1999/2000 ponownie występował w MTK, z którym został wicemistrzem kraju i sięgnął po krajowy puchar.
Latem 2000 roku Egressy został piłkarzem Kispest-Honvéd. Natomiast na początku 2001 roku przeszedł do Zalaegerszegi TE. W sezonie 2001/2002 wywalczył z nim mistrzostwo Węgier. W sezonie 2004/2005 występował w Diósgyőri VTK.
Latem 2005 roku Egressy trafił do Admiry Wacker Mödling. W sezonie 2006/2007 występował w dwóch klubach: najpierw Diagoras Rodos, a następnie w SC Ritzing, w którym zakończył karierę.
| Sezon   | Klub                  | Kraj    | Rozgrywki     | Mecze | Bramki |
| ------- | --------------------- | ------- | ------------- | ----- | ------ |
| 1993/94 | Újpest FC             | Węgry   | NB I          | 17    | 4      |
| 1994/95 | Újpest FC             | Węgry   | NB I          | 29    | 12     |
| 1995/96 | Újpest FC             | Węgry   | NB I          | 30    | 5      |
| 1996/97 | BVSC                  | Węgry   | NB I          | 24    | 5      |
| 1996/97 | MTK Budapest          | Węgry   | NB I          | 7     | 0      |
| 1997/98 | MTK Budapest          | Węgry   | NB I          | 26    | 1      |
| 1998/99 | Diósgyőri VTK         | Węgry   | NB I          | 31    | 17     |
| 1999/00 | MTK Hungária          | Węgry   | NB I          | 17    | 0      |
| 2000/01 | Kispest-Honvéd        | Węgry   | NB I          | 4     | 4      |
| 2000/01 | Zalaegerszegi TE      | Węgry   | NB I          | 16    | 7      |
| 2001/02 | Zalaegerszegi TE      | Węgry   | NB I          | 34    | 16     |
| 2002/03 | Zalaegerszegi TE      | Węgry   | NB I          | 25    | 7      |
| 2003/04 | Zalaegerszegi TE      | Węgry   | NB I          | 23    | 2      |
| 2004/05 | Diósgyőri VTK         | Węgry   | NB I          | 23    | 10     |
| 2005/06 | Admira Wacker Mödling | Austria | Bundesliga    | 11    | 1      |
| 2006/07 | Diagoras Rodos        | Grecja  | Gamma Ethniki | 3     | 0      |
| 2006/07 | SC Ritzing            | Austria | Regionalliga  | 8     | 0      |

## Kariera reprezentacyjna
W reprezentacji Węgier Egressy zadebiutował 10 kwietnia 1996 roku w przegranym 1:4 towarzyskim meczu z Chorwacją, rozegranym w Osijeku. W swojej karierze grał na Igrzyskach Olimpijskich w Atlancie oraz w: eliminacjach do MŚ 1998, do Euro 2000 i do MŚ 2002. Od 1996 do 2001 roku rozegrał w kadrze narodowej 21 meczów i zdobył 1 gola.